# Steinweg 69, 70 (Quedlinburg)

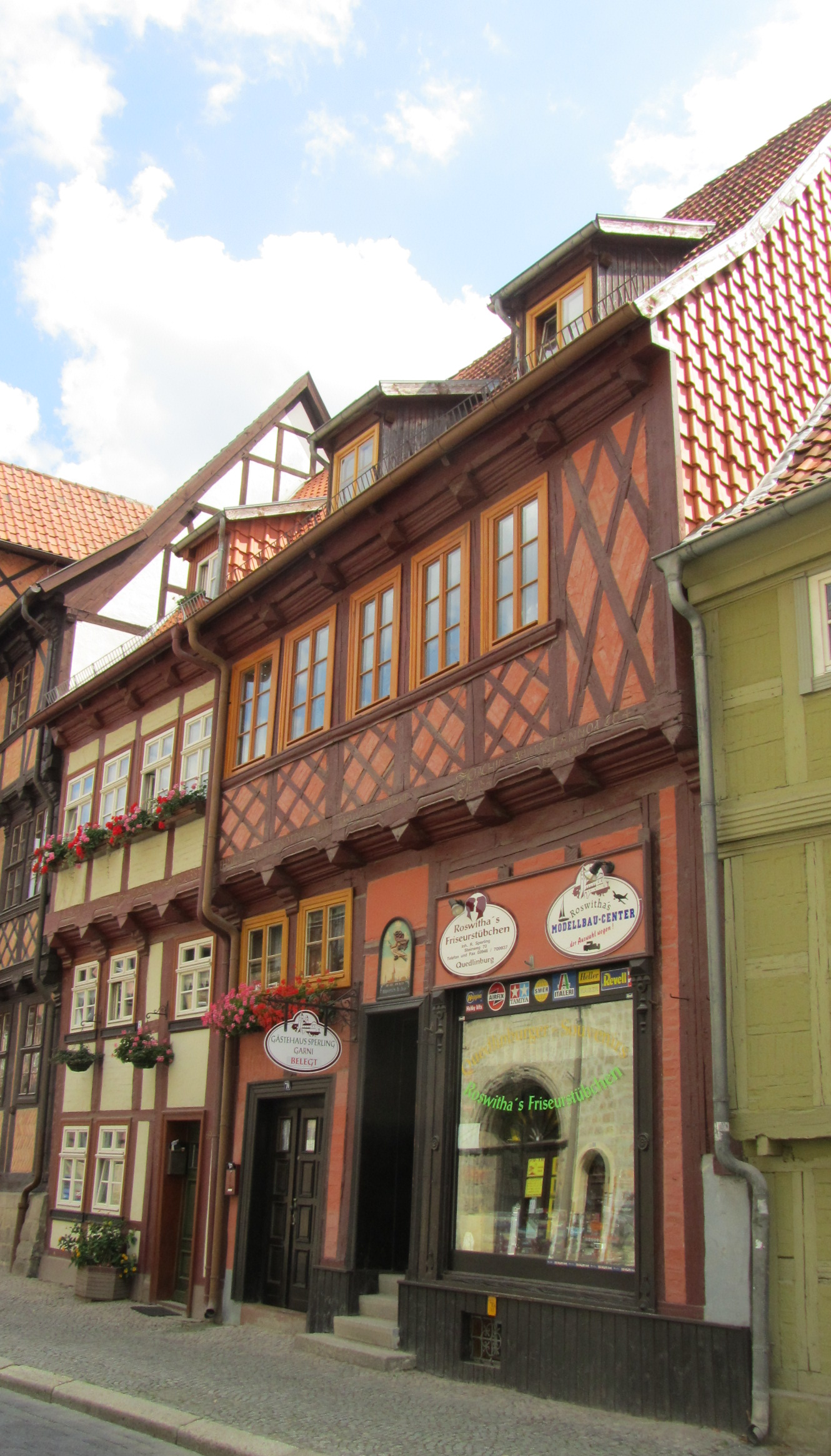
Steinweg 69, 70

Das Haus Steinweg 69, 70 ist ein denkmalgeschütztes Gebäude in der Stadt Quedlinburg in Sachsen-Anhalt.

## Lage
Es befindet sich in der historischen Quedlinburger Neustadt und gehört zum UNESCO-Weltkulturerbe. Östlich grenzt das gleichfalls denkmalgeschützte Haus Steinweg 68, südlich das Haus Neustädter Kirchhof 4 an.

## Architektur und Geschichte
Das heute in zwei Häuser unterteilte Fachwerkhaus entstand nach einer Bauinschrift im Jahr 1684 als einheitliches Gebäude. Bemerkenswert ist die reich verzierte Fachwerkfassade. Es finden sich Rautenkreuze, Schiffskehlen, Füllhölzer, Pyramidenbalkenköpfe mit einer starken plastischen Wirkung. An der Stockschwelle befindet sich als Inschrift ein frommer Wahlspruch des Bauherren.
Um 1900 erfolgte ein Umbau, wobei die Hofdurchfahrt durch den Einbau eines Ladengeschäfts verändert wurde.